# Je gelooft je ogen niet!
Je gelooft je ogen niet! is een Amerikaans documentairereeks uitgezonden op RTL 7.
In het programma Je gelooft je ogen niet! worden verhalen vertoond van mensen die bijna om het leven zijn gekomen. Door het snelle ingrijpen van artsen zijn zij er toch weer bovenop gekomen.
De meeste ongelukken zijn vastgelegd met de camera, maar er zitten ook verhalen tussen die alleen maar bestaan uit ooggetuigenverklaringen.
De makers van het programma gaan diep op de verhalen in. Dit laten ze zien door middel van 3D beelden, en verklaringen van dokters, chirurgen en andere medisch specialisten.